# Xanthonycticebus pygmaeus
Xanthonycticebus pygmaeus — вид повільних лорі, що зустрічається на схід від річки Меконг у В'єтнамі, Лаосі, східній Камбоджі та Китаї. Він зустрічається в різноманітних лісових середовищах, включаючи тропічні сухі ліси, напіввічнозелені та вічнозелені ліси. Спочатку він був класифікований як Nycticebus, поки не був переданий до роду Xanthonycticebus у 2022 році. Тварина веде нічний і деревний спосіб життя, повзає по гілках, використовуючи повільні рухи в пошуках здобичі. На відміну від інших приматів, не стрибає. Живе разом невеликими групами, як правило, з одним або двома нащадками. Доросла особина може досягати довжини від 19 до 23 см і мати дуже короткий хвіст. Важить близько 450 г. Його раціон складається з фруктів, комах, дрібної фауни, соку дерев і квіткового нектару. Тварина має токсичний укус, який вона отримує, злизуючи токсичний секрет із залоз на внутрішній стороні ліктів. Зуби в його нижній щелепі утворюють структуру, подібну до гребінця, яка називається зубним гребінцем, який використовується для зіскрібання смоли з кори дерева.